# Oprør fra midten
Oprør fra midten er en debatbog udgivet i februar 1978 af forskeren Niels I. Meyer, politikeren Kristen Helveg Petersen og forfatteren Villy Sørensen. Den blev i 1982 fulgt op med bogen Røret om oprøret – mere om midten. 
Bogen argumenterer for et "humant ligevægtsssamfund", og den præsenterer ideen om borgerløn. 
Bogen inspirerede til dannelsen af bevægelsen "Midteroprøret", der havde Niels I. Meyer som frontfigur.
Bogen blev blandt andet oversat til engelsk og svensk.